# Trip.com Group
Trip.com Group Limited, früher Ctrip.com International, ist ein chinesisches Unternehmen, welches Reisedienstleistungen, die Reservierung von Unterkünften, Transportdienstleistungen, Pauschalreisen und das Management von Geschäftsreisen anbietet. Das Unternehmen besitzt und betreibt Trip.com, Skyscanner und Ctrip.com, allesamt Online-Reisebüros. Das 1999 gegründete Unternehmen ist derzeit das größte Online-Reisebüro in der Volksrepublik China und einer der größten Reisedienstleister der Welt.

## Unternehmen
Das Unternehmen wurde 1999 von James Liang, Neil Shen, Min Fan und Qi Ji unter dem Namen Ctrip.com gegründet. Ctrip.com wurde 2003 über eine Variable Interest Entity (VIE) mit Sitz auf den Cayman Islands im Rahmen eines von Merrill Lynch angeleiteten Börsengangs am NASDAQ notiert. Das schnelle Wachstum der städtischen Mittelklasse in China der 2000er Jahre ermöglichte dem Unternehmen eine rasante Expansion. 
Im Jahr 2006 stammten rund 70 % des Umsatzes des Unternehmens aus nur vier Städten in China: Peking, Guangzhou, Shanghai und Shenzhen.
Im Dezember 2013 kaufte Ctrip die kalifornische Reisewebsite Tours4fun für mehr als 100 Millionen US-Dollar auf, um die Grundlage für seine Expansion in Nordamerika zu schaffen. 
Am 6. August 2014 gab Priceline.com bekannt, dass es 500 Mio. USD in Ctrip.com investieren wird, um seine Optionen in China zu erweitern. Priceline und Ctrip, die seit 2012 eine kommerzielle Partnerschaft eingegangen sind, werden ihre gegenseitige Werbung für das Hotelinventar und andere Reisedienstleistungen der einzelnen Unternehmen verstärken, was die Unternehmen in einer Erklärung mitteilten.
Im Mai 2015 kündigte Booking Holdings (ehemals The Priceline Group) an, weitere 250 Millionen US-Dollar in Ctrip.com zu investieren. Im November 2016 erwarb das Unternehmen Skyscanner für 1,4 Mrd. Pfund Sterling. Ein Jahr später übernahm Ctrip Trip.com und machte es zu seiner globalen Website.
Im September 2019 schloss Ctrip einen Aktientausch mit Naspers ab und wurde der größte Einzelaktionär des indischen Reisedienstleisters MakeMyTrip. Am 25. Oktober 2019 wurde auf der Jahreshauptversammlung 2019 die Änderung des Firmennamens von Ctrip.com International in Trip.com Group beschlossen.